# Balfourova deklaracija
Balfourova deklaracija
 je deklaracija koju je 2. studenoga 1917.  britanski ministar vanjskih poslova Arthur James Balfour, objavio barunu  Edmundu de Rotschildu, pripadniku francuske grane međunarodne bankarske obitelji i značajnom podupiratelju cionizma. Tom deklaracijom britanska vlada podupire prijedlog stvaranja židovske države u Palestini, pod uvjetom da taj čin ne bi negativno utjecao na arapsko stanovništvo već nastanjeno u Palestini. U to vrijeme Palestina je još uvijek bila dio Osmanskog Carstva, ali je poslije Prvog svjetskog rata postala britanski protektorat.
Balfourova deklaracija ne koristi riječ "state" ('država'), nego se umjesto toga koristi izraz "national home [for the Jewish people]" ('nacionalno stanište [za židovski narod]'). Takav će izraz cionistički vođe dosljedno ponavljali u narednim desetljećima.

## Cjeloviti tekst Balfourove deklaracije